# Diogo Dias

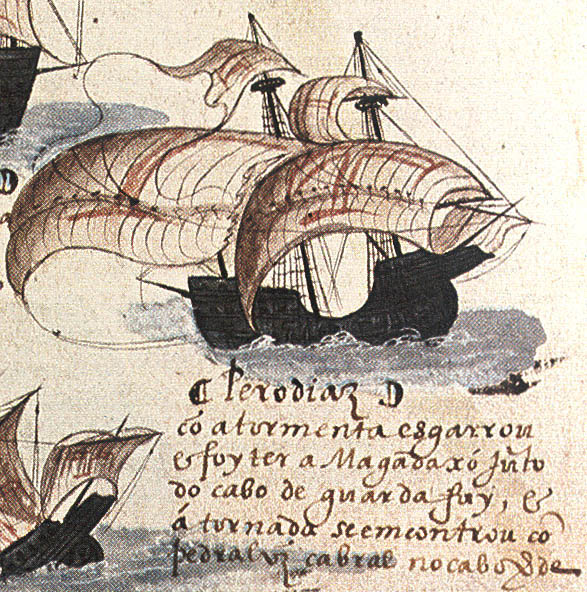
Statek Diogo Diasa

Diogo Dias – portugalski żeglarz i odkrywca, żyjący w XV wieku. Odkrył część wysp Republiki Zielonego Przylądka, razem z António Nolim. Do niego także należy odkrycie Madagaskaru.
Towarzyszył Pedro Álvaresowi Cabralowi w odkrywaniu Brazylii, będąc jednym z kapitanów floty. 10 sierpnia 1500 roku, jego statek, zniesiony przez morze trafił na nieznaną wyspę, którą nazwał wyspą Świętego Wawrzyńca, na część świętego, którego dzień jest wtedy obchodzony. Obecna nazwa tego miejsca brzmi Madagaskar. Po tej wyprawie wrócił do Portugalii.